# Поултер, Уилл
Уильям Джек «Уилл» Поултер (англ. William Jack "Will" Poulter; род. 28 января 1993) — британский актёр кино. Лауреат премии BAFTA (2014). Одной из первых работ была роль Ли Картера в фильме «Сын Рэмбо». Публике стал известен благодаря роли Юстэса Вреда в фэнтези Майкла Эптеда «Хроники Нарнии: Покоритель зари» и роли Галли в научно-фантастическом фильме «Бегущий в лабиринте» Джеймса Дэшнера.

## Биография
Уилл Поултер родился в Лондоне. Имеет брата Эда и сестру Шарлоту. Учился в частной школе «The Harrodian School», в той же, что и Роберт Паттинсон.
Как профессиональный актёр дебютировал в картине «Сын Рэмбо» в роли Ли Картера. Фильм был впервые представлен на кинофестивале «Сандэнс» в 2007 году, и с восторгом принят зрителями. Позже фильм демонстрировался на многих международных фестивалях, в том числе на кинофестивале в Глазго и 51-м Лондонском кинофестивале Британского института кино. «Сын Рэмбо» также признан лучшей комедией на церемонии вручения премий Британской империи и получил приз зрительских симпатий на кинофестивале в Локарно (Швейцария). Дополнительно Поултер претендовал на звание «Самый яркий дебют».
В 2008 году Уилл снялся в пилотной серии «School Of Comedy», которая вышла в эфир в рамках программы «Comedy Lab». После этого начались съёмки полноценного сериала «School Of Comedy», серии первого сезона появились на экране в 2009 году. После участия в фильме «Хроники Нарнии: Покоритель зари» Уилла начали приглашать во многие интересные проекты. В 2013 году он снялся в одной из главных ролей в популярной голливудской комедии «Мы — Миллеры», собравшей в кинотеатрах США внушительную кассу, а в 2014 году — в фантастическом фильме «Бегущий в лабиринте» и фильме-ограблении «Пластик». В 2015 году Поултер сыграл Джима Бриджера в фильме «Выживший» режиссёра Алехандро Гонсалеса Иньярриту. Компанию на съёмочной площадке ему составили Леонардо Ди Каприо и Том Харди. «Выживший» был представлен в двенадцати номинациях на премию «Оскар» в 2016 году, в трёх из которых одержал победу.
С 2016 по 2018 годы можно было увидеть Уилла в картинах: «Влюблённые дети», «Машина войны» с Брэдом Питтом в главной роли, «Детройт», «Бегущий в лабиринте: Лекарство от смерти», «Новорождённый» и «Чёрное зеркало: Брандашмыг».
Уилл должен был сыграть клоуна Пеннивайза в фильме ужасов «Оно», основанном на первой части одноимённого романа Стивена Кинга, но производственные задержки съёмок привели к конфликту в расписании актёра, и его заменил Билл Скарсгард.
В 2019 году вышел мистический хоррор «Солнцестояние» от режиссёра Ари Астера, снявшего до этого «Реинкарнацию». Уилл Поултер исполнил в фильме одну из главных ролей.

## Фильмография
| Год       |     | Русское название                         | Оригинальное название                                    | Роль            |
| --------- | --- | ---------------------------------------- | -------------------------------------------------------- | --------------- |
| 2007      | ф   | Сын Рэмбо                                | Son of Rambow                                            | Ли Картер       |
| 2008      | с   | Лаборатория комедии                      | Comedy Lab                                               | разные роли     |
| 2008      | с   | Невезуха                                 | Lead Balloon                                             | мальчик         |
| 2009—2010 | с   | Школа комедии                            | School of Comedy                                         | разные роли     |
| 2010      | ф   | Хроники Нарнии: Покоритель Зари          | The Chronicles of Narnia: The Voyage of the Dawn Treader | Юстэс Вред      |
| 2011      | ф   | Дикий Билл                               | Wild Bill                                                | Дин             |
| 2013      | ф   | Мы — Миллеры                             | We’re the Millers                                        | Кенни           |
| 2014      | ф   | Пластик                                  | Plastic                                                  | Форди           |
| 2014      | ф   | Гласленд                                 | Glassland                                                | Шейн            |
| 2014      | ф   | Бегущий в лабиринте                      | The Maze Runner                                          | Галли           |
| 2015      | кор | Призыв к Гримсби                         | A Plea for Grimsby                                       | Джоун           |
| 2015      | ф   | Выживший                                 | The Revenant                                             | Джим Бриджер    |
| 2016      | ф   | Влюблённые дети                          | Kids in Love                                             | Джек            |
| 2017      | ф   | Машина войны                             | War Machine                                              | Рик Ортега      |
| 2017      | ф   | Детройт                                  | Detroit                                                  | Филип Краус     |
| 2018      | ф   | Бегущий в лабиринте: Лекарство от смерти | The Maze Runner: The Death Cure                          | Галли           |
| 2018      | ф   | Новорождённый                            | The Little Stranger                                      | Родерик Айрес   |
| 2018      | ф   | Чёрное зеркало: Брандашмыг               | Black Mirror: Bandersnatch                               | Колин Ритман    |
| 2019      | ф   | Солнцестояние                            | Midsommar                                                | Марк            |
| 2019      | кор | Молоко                                   | Bainne                                                   | фермер          |
| 2021      | с   | Подземная железная дорога                | The Underground Railroad                                 | Сэм             |
| 2021      | с   | Ломка                                    | Dopesick                                                 | Билли Катлер    |
| 2021      | ф   | Финальный аккорд                         | The Score                                                | Трой            |
| 2022      | с   | Почему не Эванс?                         | Why Didn't They Ask Evans?                               | Бобби Джонс     |
| 2023      | ф   | Стражи Галактики. Часть 3                | Guardians of the Galaxy Vol. 3                           | Адам Уорлок     |
| 2023—2025 | с   | Медведь                                  | The Bear                                                 | Лука            |
| 2024      | ф   | На быстрых лошадях                       | On Swift Horses                                          | Ли              |
| 2025      | ф   | Смерть единорога                         | Death of a Unicorn                                       | Шепард Леопольд |
| 2025      | ф   | Под огнём                                | Warfare                                                  | Эрик            |
| 2025      | с   | Чёрное зеркало                           | Black Mirror                                             | Колин Ритман    |
| 2026      | ф   | Я люблю усилители                        | I Love Boosters                                          |                 |

## Телевизионные работы
| Год       | Название                      | Роль                      |
| --------- | ----------------------------- | ------------------------- |
| 2007      | Comedy Shuffle                | Find Your Folks Presenter |
| 2008      | Comedy Lab — School of Comedy | Various                   |
| 2008      | Lead Balloon                  | Sweet Throwing Boy        |
| 2009—2010 | School of Comedy              | Various                   |
| 2010      | The Fades                     | Mac                       |

## Видеоигры
| Год  | Название                                 | Озвучил                | Примечания                  |
| ---- | ---------------------------------------- | ---------------------- | --------------------------- |
| 2020 | The Dark Pictures Anthology: Little Hope | Эндрю, Энтони и Авраам | голос и прототип персонажей |